# Steinachbach (Mittlere Ebrach)
Der Steinachbach, der am Unterlauf auch Steinachsbach genannt wird, ist ein über 9 km langer Bach, der zunächst in etwa ostsüdöstlicher Richtung zieht, nach einer Linkswende beim Weiler Obersteinach aber nach Nordosten weiterfließt. Auf ganzer Länge im oberfränkischen Landkreis Bamberg bleibend, mündet er zwischen Ebrach und Burgwindheim bei dessen Dorf Untersteinach von rechts in die Mittlere Ebrach.

## Geographie
Der Steinachbach entspringt im Naturpark Steigerwald im Landkreis Bamberg in Oberfranken östlich des Weilers Hof und südwestlich des Dorfes Buch von Markt Ebrach auf einer Höhe von 431 m ü. NHN. Am linken Hang Hirtenrangen vorbei fließt der Bach zunächst ostwärts, unterquert die von Buch nah im Norden nach Großbirkach im Süden führende St 2256, durchläuft einen Fischweiher und nimmt gleich danach auf etwa 385 m ü. NHN von links einen kürzeren linken Quellarm auf, der zuvor das in dessen Talmulde liegende Buch durchquert hat. Sodann erreicht er den Fuchswald, einen Teil des Winkelhofer Forsts im Besitz der Bayerischen Staatsforsten. Nachdem er von rechts her auf 370 m ü. NHN von einem weiteren Bach verstärkt wurde, der nahe an der St 2256 entspringt und dem rechts begleitenden Waldrücken Schafsknock entlang nordostwärts zuläuft, fließt der Steinachbach nun selbst südostwärts im Wald, der sich teilweise bis an beide Ufer herabzieht. 
So erreicht der dort in naturnahem Zustand fließende Steinachbach den Ebracher Weiler Winkelhof, der von einigen von ihm gespeisten Fischweihern umgeben ist, nach deren letztem der Bach aus dem Diebsgraben wiederum von Südwesten her zuläuft, der nördlich von Großbirkach entspringt. Anschließend folgt ein längerer Laufabschnitt in geschlossenem Wald unter dem rechten Hang Ostleite, bis der Bach kurz nacheinander in einer Talspinne von Norden her von einem Bach aus dem Franzgraben und von Südwesten her auf 341 m ü. NHN von einem Bach aus der Enge verstärkt wird. Kurz danach öffnet sich die Talaue dauerhaft, bald liegt der nunmehr Markt Burgwindheimer Weiler Obersteinach am Ufer und aus einem letzten von Südwesten zulaufenden Nebental tritt die das Gewässer nun bis zur Mündung begleitende BA 44 in sein sich hier nach Nordosten wendendes Tal. 
An der bald folgenden, von Fischteichen umgebenen Obersteinacher Mühle mündet ein Waldbach nun aus dem Süden, kurz vor dem Dorf Mittelsteinach ein größtenteils durch ein Wiesental fließender aus dem Nordwesten auf 319 m ü. NHN, in Mittelsteinach selbst aus der Gegenrichtung der am Unterlauf ebenfalls in offener Flur laufende Wassergassengraben, dessen Ursprung der Badersbrunn im Staatsforst Steinachsrangen ist. Im folgenden, nicht einmal mehr drei Kilometer langen Untertalabschnitt erreichen den Steinachbach nur kürzere und unbeständige Nebenbäche und kurze Talquellabflüsse. 
Nachdem der Steinachbach auf inzwischen weniger als 300 m ü. NHN unter der Steinacher Grotte vorbeigeflossen ist und noch einige kleine Fischteiche passiert hat, tritt er ins Dorf Untersteinach ein, dessen Siedlungskern und -schwerpunkt links auf dem unteren Mündungssporn zum Ebrachtal liegt. Er mündet weniger als 300 Meter unterhalb des Dorfrandes und nach einem etwa 10,0 km langen Lauf mit mittlerem Sohlgefälle von rund 14 ‰ auf etwa 292 m ü. NHN von rechts in die auch Mittelebrach genannte Mittlere Ebrach, einen Zufluss der Regnitz.

### Einzugsgebiet
Das 19,61 km² große Einzugsgebiet des Steinachbachs liegt im Steigerwald. Es wird über die Mittlere Ebrach, die Rauhe Ebrach, die Regnitz, den Main und zuletzt den Rhein zur Nordsee entwässert. Sein höchster Punkt liegt an seiner Westspitze zwischen Hof und seiner Quelle auf wenig über 460 m ü. NHN.
Es grenzt reihum an die Einzugsgebiete folgender Nachbargewässer:
- Im Norden liegt durchweg Einzugsgebiet der Mittleren Ebrach, die selbst nur etwa einen halben Kilometer von der Quelle des Steinachbachs entfernt entspringt und auf ihrem nach Norden ausholenden Oberlauf bis zur Zumündung des Steinachbachs einige rechte Zuflüsse von seiner linken Wasserscheide her aufnimmt, deren größter der Entenbach ist;
- die östliche Wasserscheide von der Mündung an verläuft gegen den Schrappachsbach, den nächsten rechten Zufluss der Rauhen Ebrach;
- jenseits der südlichen fließen Kümmelbach und weiter aufwärts Schweißbach zur Reichen Ebrach, die noch weiter aufwärts so nahe jenseits der südwestlichen Scheide fließt, dass ihr von dort her kein bedeutender Zufluss zuläuft; ihre eigene Quelle liegt nur etwa zweieinhalb Kilometer westlich der des Steinachbachs.

Das Einzugsgebiet ist überwiegend natürlich geprägt.

### Zuflüsse
Tabelle der direkten Zuflüsse. Angegeben ist die Länge und das Einzugsgebiet des jeweiligen Zuflusses sowie sein Mündungsort und seine Mündungshöhe. Andere Quellen für die Angaben sind vermerkt. Die ersten zwei Werte wurden in der Regel abgemessen.
| Name               | Lage            | Länge [in km] | Mündungs- ort                | Mündungs- höhe [m. ü. ŇHN] |
| ------------------ | --------------- | ------------- | ---------------------------- | -------------------------- |
| Buchgraben         | rechter Zufluss | ca. 01,36     | südlich von Buch             | 371                        |
| Hofgraben          | linker Zufluss  | ca. 00,67     | nordöstlich von Winkelhof    | 360                        |
| Diebsgraben        | rechter Zufluss | ca. 01,98     | südlich von Winkelhof        | 354                        |
| Franzgraben        | linker Zufluss  | ca. 00,34     | nördlich von Obersteinach    | 342                        |
| Engegraben         | rechter Zufluss | ca. 01,82     | nördlich von Obersteinach    | 342                        |
| Horbeigraben       | rechter Zufluss | ca. 01,42     | südöstlich von Obersteinach  | 335                        |
| Mühlgraben         | rechter Zufluss | ca. 01,79     | bei der Obersteinacher Mühle | 328                        |
| Koppengraben       | linker Zufluss  | ca. 01,26     | westlich von Mittsteinach    | 319                        |
| Wassergassengraben | rechter Zufluss | ca. 02,43     | in Mittelsteinach            | 317                        |
| Kammergraben       | linker Zufluss  | ca. 01,43     | westlich von Mittelsteinach  | 306                        |
| Stachelgraben      | rechter Zufluss | ca. 00,60     | westlich von Mittelsteinach  | 300                        |

### Ortschaften
Ortschaften am Lauf mit ihren Zugehörigkeiten.
Markt Ebrach
- Hof (Weiler, westlich-oberhalb der Quelle)
- Buch (Dorf, wenig nördlich in Nebentalmulde)
- Winkelhof (Weiler, rechts, gegenüber dem gemeindefreien Winkelhofer Forst)

Gemeindefreier Winkelhofer Forst
- (linker Gebietsanlieger, keine Besiedlung)

Markt Burgwindheim
- Obersteinach (Weiler, rechts)
- Obersteinacher Mühle (Siedlungsplatz, links)
- Mittelsteinach (Dorf)
- Untersteinach (Dorf, vorwiegend links)

## Naturschutz
Der Bach entspringt im nördlichen Teil des Naturparks Steigerwald. Da der Bach vor allem zu Beginn seines Laufes naturnah geblieben ist, begleiten ihn dort einige geschützte Biotope. Zwischen Buch und Winkelhof liegt der zweiteilige Biotop Talwiese westlich Winkelhof des Bioptoptyps Artenreiches Extensivgrünland, bei Winkelhof sind dann einige Teiche als Biotope kartiert und weiter abwärts beim ersten Ortsteil von Burgwindheim der Biotop Feuchtflächen und Gehölzsäume am Steinachbach bei Obersteinach mit unter anderem einem degenerierten Moor.